# The Sicilian Defence
The Sicilian Defence es el decimoprimer disco del grupo de rock progresivo británico The Alan Parsons Project. Grabado durante una sesión de grabación de tres días de duración el álbum, enteramente instrumental, permaneció inédito hasta 2014 cuando se incluyó dentro de la caja recopilatoria The Complete Albums Collection.

## Producción
Durante 1979 Eric Woolfson y Alan Parsons estaban en negociaciones para renovar su contrato discográfico con el sello Arista Records con quienes habían firmado la edición de cuatro discos. Arista ya había publicado I Robot (1977), Pyramid (1978) y Eve (1979), y tenía pendiente la publicación del cuarto The Turn Of a Friendly Card (1980).
El dúo musical estaba deseoso de tomarse un tiempo de descanso tras su intenso trabajo de estudio previo lo que interfería con los planes de la compañía que ya había puesto fecha a la edición del cuarto trabajo. Las negociaciones entre ambas partes parecían bloqueadas y los músicos decidieron presentar The Sicilian Defence a los responsables de la compañía para cumplir con sus relaciones contractuales.
Woolfson y Parsons grabaron en 3 días en Super Bear Studios (Francia) un disco inspirado en la defensa siciliana, una de las series de apertura más conocidas en el juego del ajedrez. El título de las canciones, basándose en la posición de las piezas en el tablero, hace referencia a una de las variantes de la defensa siciliana denominada "Sveshnikov".
Las canciones, enteramente instrumentales, disonantes, atonales y a medio camino entre la improvisación y el esbozo de posibles temas de futuro, fue enviado en marzo de 1981 a los responsables de la discográfica que lo calificaron de "incomprensible, inescuchable e impublicable". Sin embargo cuando las negociaciones fructificaron y se alcanzó un acuerdo para renovar el contrato The Sicilian Defence fue archivado y no se divulgó.
Parsons posteriormente se refirió al disco como "The Sicilian Defence nunca fue publicado y nunca lo será si de mí depende. No lo he escuchado desde que lo terminamos. Espero que las cintas ya no existan". Sin embargo en 2014, con motivo del lanzamiento de la caja recopilatoria The Complete Albums Collection que incluía todos los discos de la formación, el disco finalmente vio la luz.

“Es algo así como una pieza histórica que sirve para documentar el catálogo completo del grupo, pero no está entre lo mejor que hicimos, ni de lejos. El álbum nació bajo presión y no está cuidado, ni pulido, al mismo nivel que lo están todos los demás. No alcanza el nivel de los discos legítimos del Project.”
Alan Parsons, sobre The Sicilian Defence 

## Lista de canciones
Todas las canciones compuestas por Eric Woolfson y Alan Parsons
- «P-K4» - 5:00
- «P-Qb4» - 6:22
- «Kt-KB3» - 3:07
- «...Kt-QB3» - 1:15
- «P-Q4» - 3:55
- «PxP» - 3:28
- «KtxP» - 4:01
- «Kt-B3» - 0:54
- «KtQB3» - 8:16
- «P-Q3» - 3:30

## Personal
- Eric Woolfson: teclados, projectron y vocoder
- Alan Parsons: guitarra acústica, teclados, projectron y vocoder